# Somogyi Ambrus
Somogyi Ambrus, latinul Ambrosius Simigiensis (1564. április 18. ? – Dés, 1637) városi jegyző, történetíró. Történeti műve (Historica rerum Ungaricarum et Transylvanicarum) az 1490–1606 közötti évek eseményeit dolgozza fel.

## Élete
Életéről igen kevés információval rendelkezünk. A Somogy vármegyéből származó család a török hódítás elől menekült északabbra. Somogyi az 1600-as évek elejétől Belső-Szolnok vármegye nótáriusaként működött. Basta hadai elől menekülve 1602-ben Besztercén telepedett le. 1612-ben hűséget esküdött a császárnak, amiért Báthory Gábor erdélyi fejedelem elfogatóparancsot adott ki ellene, de a következő évben kegyelmet kapott. 1637-ben Dés város bírája volt. Itt hunyt el ugyanebben az évben.

## Művei
Latin nyelvű történeti művét Besztercén kezdte el írni. Forrásként elsősorban Zsámboky János és Paulus Iovius műveire támaszkodott. A Báthoryak korát viszont már leginkább saját tapasztalatai alapján dolgozta fel. Munkája igényes, késő humanista stílusban íródott.
- Historia rerum Ungaricar[um] et Transilvanic[arum] ab anno 1490 usque 1606. Lieber 1. / Ambrosius Simigianus ; accuravit Josephus Carolus Eder, 1800
- Historia rerum Ungaricar[um] et Transilvanic[arum] ab anno 1490 usque 1606. Lieber 2-4. / Ambrosius Simigianus ; accuravit Josephus Benigni, 1840
- História Magyar- és Erdélyország dolgairól. 1517–1540; ford., utószó, jegyz. Buzogány Dezső; Attraktor, Máriabesnyő-Gödöllő, 2007
- História Magyar- és Erdélyország dolgairól az 1490-es évtől 1606-ig, 1-2.; ford. Buzogány Dezső, Szebelédi Zsolt, Szabó György, jegyz. Buzogány Dezső, Tóth Levente, Kalotai Noémi, utószó Szebelédi Zsolt; Attraktor, Máriabesnyő, 2013 (Scriptores rerum Hungaricarum)